# Hegyesorrú krokodil

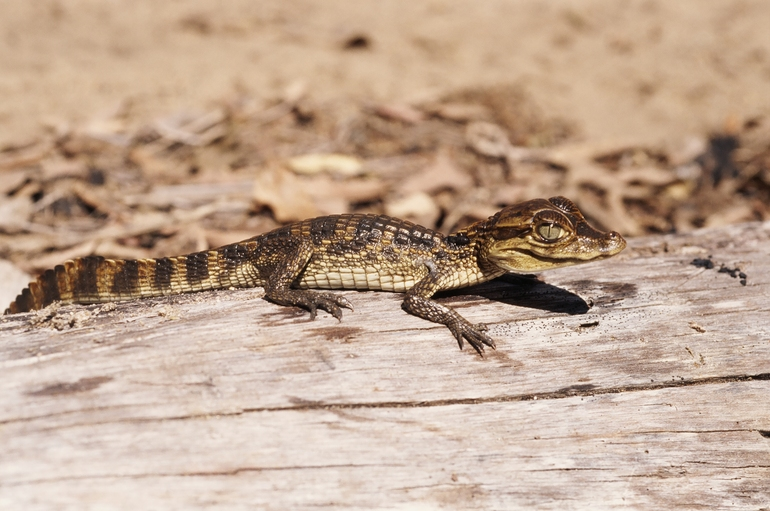
Kis hegyesorrú krokodil Kolumbiából

A hegyesorrú krokodil más néven amerikai krokodil (Crocodylus acutus) a hüllők (Reptilia vagy Sauropsida) osztályába a krokodilok (Crocodilia) rendjébe és a krokodilfélék (Crocodylidae) családjába tartozó faj.

## Elterjedése
Ez a krokodilfaj Észak-, Közép- és Dél-Amerikában egyaránt honos az Amerikai Egyesült Államok déli részétől Peruig és Venezueláig. A Karib-tenger szigetein is előfordul, így Kuba, Haiti, Jamaica és a Dominikai Köztársaság területén is.

## Megjelenése
A hegyesorrú krokodil legnagyobb hímei a 6,1 méteres hosszt és a 907 kg-os tömeget is elérhetik, ezzel a legnagyobb krokodilfélékhez tartoznak. Egy átlagos hím 4 méteres és 382 kg, a nőstény 3 méteres és 173 kg. Az újszülött hegyesorrú krokodilok 27 cm hosszúak és 60 grammosak.
Erős állkapcsuk és farkuk félelmetes ragadozóvá teszi őket. A vízalatti lopakodást segítve a szemük, orrlyukaik és fülnyílásuk is a fejük felső részén helyezkedik el. Szemüket hártyával tudják védeni és könnymirigyük is van. Két sor pikkelyborda húzódik végig a hátán egész a farkáig.

## Életmódja
Főtápláléka halakból áll, de a vízpart közelében is akármit és akármikor megtámad, még az embert is. Leggyakrabban a sötétedés után 1-2 órával támadnak, különösen a holdatlan éjjeleken.  Általában a hasukon csúsznak, de képesek rövid távon 16 km/óra sebességgel szaladni, míg a vízben 32 km/órás csúcssebességet képes elérni testének oldalirányú kígyózó mozgatásával.

### Támadások
A hegyesorrú krokodil veszélyes az emberre, bár a nemzetközi sajtó nem számol be ezekről az esetekről. Mexikóban, Costa Ricában és Guatemalában támadott eddig hegyesorrú krokodil emberre, főként gyermekekre. A közhiedelemmel ellentétben az Amerikai Egyesült Államokban nem dokumentálták hegyesorrú krokodil emberre támadását.

## Fordítás
- Ez a szócikk részben vagy egészben  az   American crocodile című angol Wikipédia-szócikk ezen változatának fordításán alapul.  Az eredeti cikk szerkesztőit annak laptörténete sorolja fel. Ez a jelzés csupán a megfogalmazás eredetét és a szerzői jogokat jelzi, nem szolgál a cikkben szereplő információk forrásmegjelöléseként.